# Stephanorrhina
Stephanorrhina is een geslacht van kevers uit de familie bladsprietkevers (Scarabaeidae). Het geslacht werd voor het eerst wetenschappelijk beschreven in 1842 door Burmeister.

## Soorten
- Stephanorrhina adelpha Kolbe, 1897
- Stephanorrhina bella Waterhouse, 1879
- Stephanorrhina guttata (Olivier, 1789)
- Stephanorrhina haroldi Kolbe, 1892
- Stephanorrhina isabellae Allard, 1990
- Stephanorrhina julia Waterhouse, 1879
- Stephanorrhina neumanni Kolbe, 1897
- Stephanorrhina princeps Oberthür, 1880
- Stephanorrhina simillima (Westwood, 1841)
- Stephanorrhina simplex Péringuey, 1907
- Stephanorrhina tibialis Waterhouse, 1879